# Sân bay Heho
Sân bay Heho là một sân bay tại Heho, thị trấn Kalaw, quận Taunggyi, bang Shan, Myanmar
(IATA: HEH, ICAO: VYHH).
Ban đầu sân bay này có đường băng dài 5000 foot. Hiện tại sân bay này có đường băng dài 2591 có thể phục vụ máy bay hạng trung. Trong thế chiến thứ II, đây là sân bay được quân Đồng minh và Nhật Bản sử dụng. Sân bay này đã bị quân Đồng minh ném bom.

## Các hãng hàng không và các tuyến điểm
- Air Bagan (Mandalay, Thandwe, Yangon)
- Air Mandalay (Mandalay, Nyaung-u, Thandwe, Yangon)
- Myanmar Airways (Kengtung, Lashio, Mong Hsat, Nyaung-u, Tachilek, Yangon)
- Yangon Airways (Mandalay, Thandwe, Yangon)

Nhà ga mới của sân bay HehoNhà ga mới của sân bay Heho
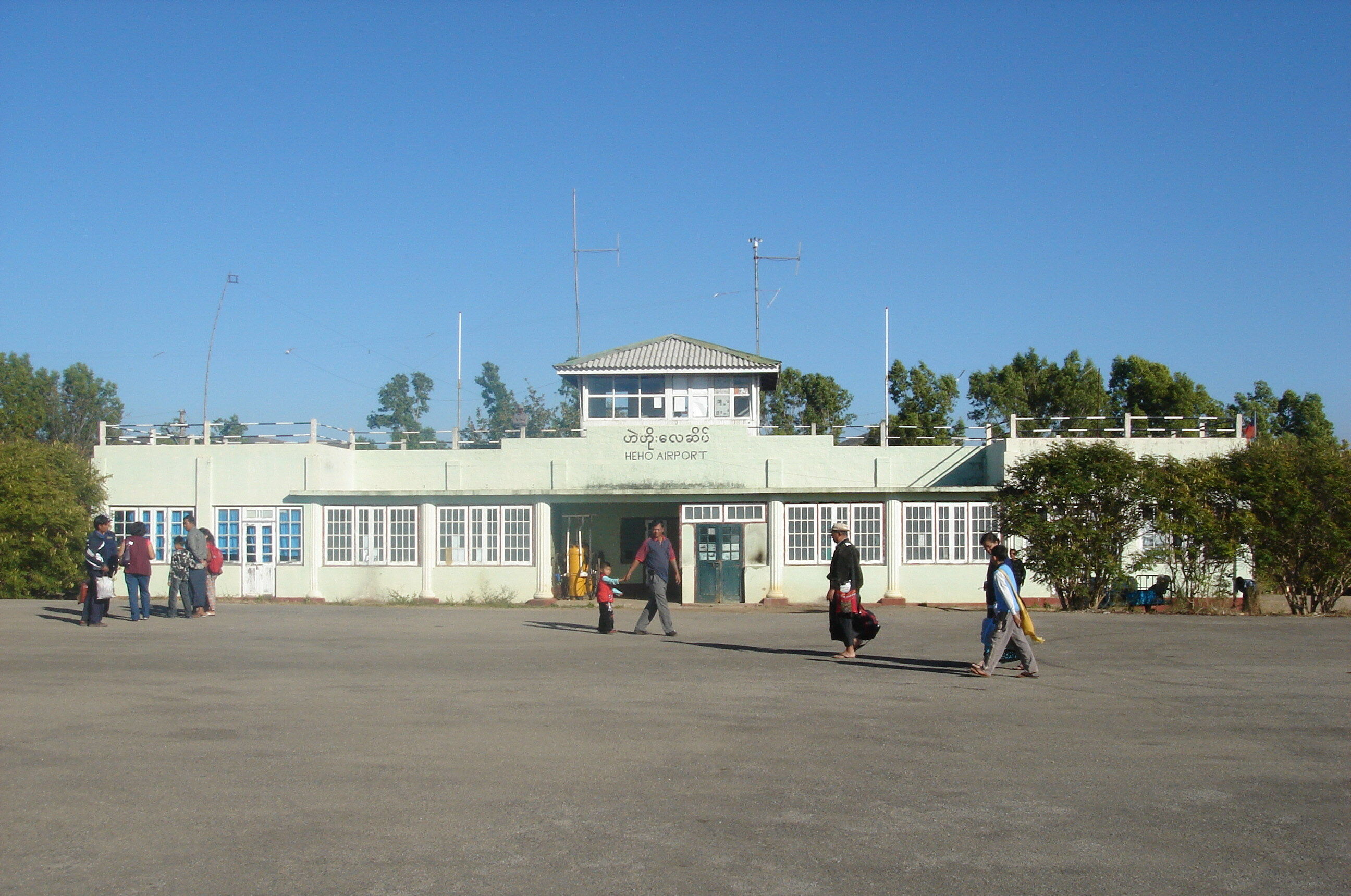
Nhà ga cũ của sân bay Heho
Cổng vào sân bay HehoCổng vào sân bay Heho